# Fissidens afropapillosus
Fissidens afropapillosus är en bladmossart som beskrevs av Potier de la Varde 1955. Fissidens afropapillosus ingår i släktet fickmossor, och familjen Fissidentaceae. Inga underarter finns listade i Catalogue of Life.